# Florence R. Sabin
Florence Rena Sabin (Central City (Colorado), 9 november 1871 – Denver, 3 oktober 1953) was een Amerikaans medisch wetenschapster. Ze was een pionier voor vrouwen in de wetenschap; ze was de eerste vrouw die een volledig hoogleraarschap verkreeg aan Johns Hopkins School of Medicine, de eerste vrouw die toegelaten werd tot de National Academy of Sciences en de eerste vrouw die afdelingshoofd werd aan het Rockefeller Institute for Medical Research.

## Biografie
Florence Sabin werd geboren in Central City, Colorado Territory, als de jongste dochter van Serena Miner en George Kimball Sabin. Haar vader was mijnbouwingenieur waardoor de familie Sabin verscheidene jaren doorbracht in verschillende mijnbouwgemeenschappen. Toen Florence zeven jaar oud was, overleed haar moeder aan kraamvrouwenkoorts. Hierna ging ze samen met haar zus Mary inwonen bij haar oom Albert Sabin in Chicago en daarna bij haar vaders grootouders in Vermont.
In 1893 behaalde ze haar bachelordiploma aan Smith College waarna ze geneeskunde wilde gaan studeren. Omdat haar familie niet over voldoende financiële middelen beschikte voor een universitaire studie, doceerde ze twee jaar lang wiskunde aan haar oude high school in Denver en gedurende een jaar zoölogie aan Smith College, totdat ze genoeg lesgeld bij elkaar had gespaard voor een eerste studiejaar. Sabin ging naar de Johns Hopkins School of Medicine als een van de veertien vrouwelijke studentes in een klas van vijfenveertig. Deze school was in 1893 geopend en was van het begin af aan toegankelijk voor zowel mannen als vrouwen.
In 1900 won Sabin met haar klasgenote Dorothy Reed Mendenhall een prestigieuze stageplaats om te studeren onder William Osler. Echter zowel Sabin als Mendenhall vonden de schoolatmosfeer bij hem erg naargeestig voor vrouwen. Even twijfelde ze of een medische opleiding wel een goede carrière-stap voor haar was geweest. Een jaar later, in 1901, kreeg ze een studiebeurs toegewezen om samen te kunnen werken met professor Franklin P. Mall aan de faculteit anatomie van Johns Hopkins. In 1905 werd ze bevorderd tot universitair hoofddocent en uiteindelijk tot gewoon hoogleraar embryologie en histologie in 1917 – ze was daarmee de eerste vrouw die hoogleraar werd aan een geneeskundige universiteit. In 1921 werd ze benoemd tot de eerste vrouwelijke voorzitter van de "American Association of Anatomists".
Sabin stapte in 1925 over naar het Rockefeller-instituut waar ze de leiding kreeg over de afdeling cellulaire-immunologie; ze was daarmee de eerste vrouw die volledig lid was van de faculteitsstaf. In 1926 werd ze als eerste vrouw toegelaten tot de National Academy of Sciences.
Toen ze op 67-jarige leeftijd in 1938 met emeritaat ging, bleef ze een actieve deelnemer in de wetenschappelijke gemeenschap via haar correspondentie, lidmaatschappen en verschillende adviesraden. In 1944 werd zij door gouverneur John Vivian gevraagd om gezondheidsadviseur te worden van een naoorlogse planningscomité in Colorado. Doel was om de toen nog zeer povere gezondheidswetten te verbeteren en meer gezondheidsfaciliteiten op te richten. Sabin overleed op 81-jarige leeftijd in Denver aan de gevolgen van een hartaanval.

## Onderzoek
Gedurende haar lange wetenschappelijk carrière bouwde Sabin een indrukwekkende reputatie op voor haar werk in embryologie en histologie. In 1900 publiceerde ze haar eerste boek "An Atlas of the Medulla and Midbrain" over de ontwikkeling van het zenuwstelsel bij baby's. Ze wierp ook de traditionele verklaring omver over de ontwikkeling van het lymfevatenstelsel door te bewijzen dat het stelsel ontwikkeld wordt van de vaten in het embryo en uitgroeit in weefsel en niet andersom.
Aan het Rockefeller-instituut richtte ze haar aandacht op de rol van witte bloedlichamen (monocyten) die infectieuze bacteria afweren, zoals de Mycobacterium tuberculosis, het organisme dat de zeer besmettelijke tuberculose veroorzaakt. Hoewel de tbc-bacterie reeds in de vorige eeuw door Robert Koch was ontdekt, vormde de ziekte nog steeds een gevreesde gezondheidsbedreiging in de twintigste eeuw. Ter ondersteuning van haar onderzoekswerk ontving ze in 1924 een aanzienlijk subsidiebedrag van de National Turbeculosis Association.
Tevens leidde ze een groot team van moderne wetenschappers op in het oplossen van medische problemen, alsmede het opleiden van de volgende generatie van wetenschappers.
- CiNii: DA14101866
- Gemeinsame Normdatei: 118940872
- International Standard Name Identifier: 0000 0000 8266 1363
- Library of Congress Control Number: n81042942
- Nationale Bibliotheek van Israël: 987007339526805171
- Nederlandse Thesaurus van Auteursnamen: 262204894
- SNAC: w6gq70j7
- Système universitaire de documentation: 221762663
- Virtual International Authority File: 74652573
- WorldCat: E39PBJxCCWmchjj3K3fCgJxqwC